# Монакский союз
Монакский союз (фр. Union monégasque) - центристская политическая партия в княжестве Монако. Монакский союз был создан в 2003 году, его возглавляет Жан-Франсуа Робийон. На последних выборах в 2023 году партия получила 3 места в Национальном совете (в составе коалиции "Монегасский национальный союз").
Монакский союз продвигает и формулирует политические предложения, направленные на объединение населения Монако вокруг общих ценностей в соответствии с принятыми ими основополагающими принципами. Гордость, единство и амбиции - вот три основополагающих столпа этой политической партии.

## История выборов

### Выборы в Национальный совет
| Election | Голосов | %     | Мест     | +/–  | Позиция |
| -------- | ------- | ----- | -------- | ---- | ------- |
| 2003     | 60,339  | 58.5% | 21 из 24 | ▲ 21 | ▲ 1     |
| 2008     | 53,523  | 52.2% | 3 из 24  |      | 1       |
| 2013     | 56,472  | 39.0% | 3 из 24  | ▼ 18 | ▼ 2     |
| 2018     | 17,895  | 16.2% | 1 из 24  | ▼ 2  | ▼ 3     |
| 2023     | 72,602  | 89.6% | 3 из 24  | ▲ 2  | ▲ 1     |

1. ↑   Баллотировались в составе коалиции "Монегасский национальный союз", которая получила в общей сложности 24 места.